# Туман войны

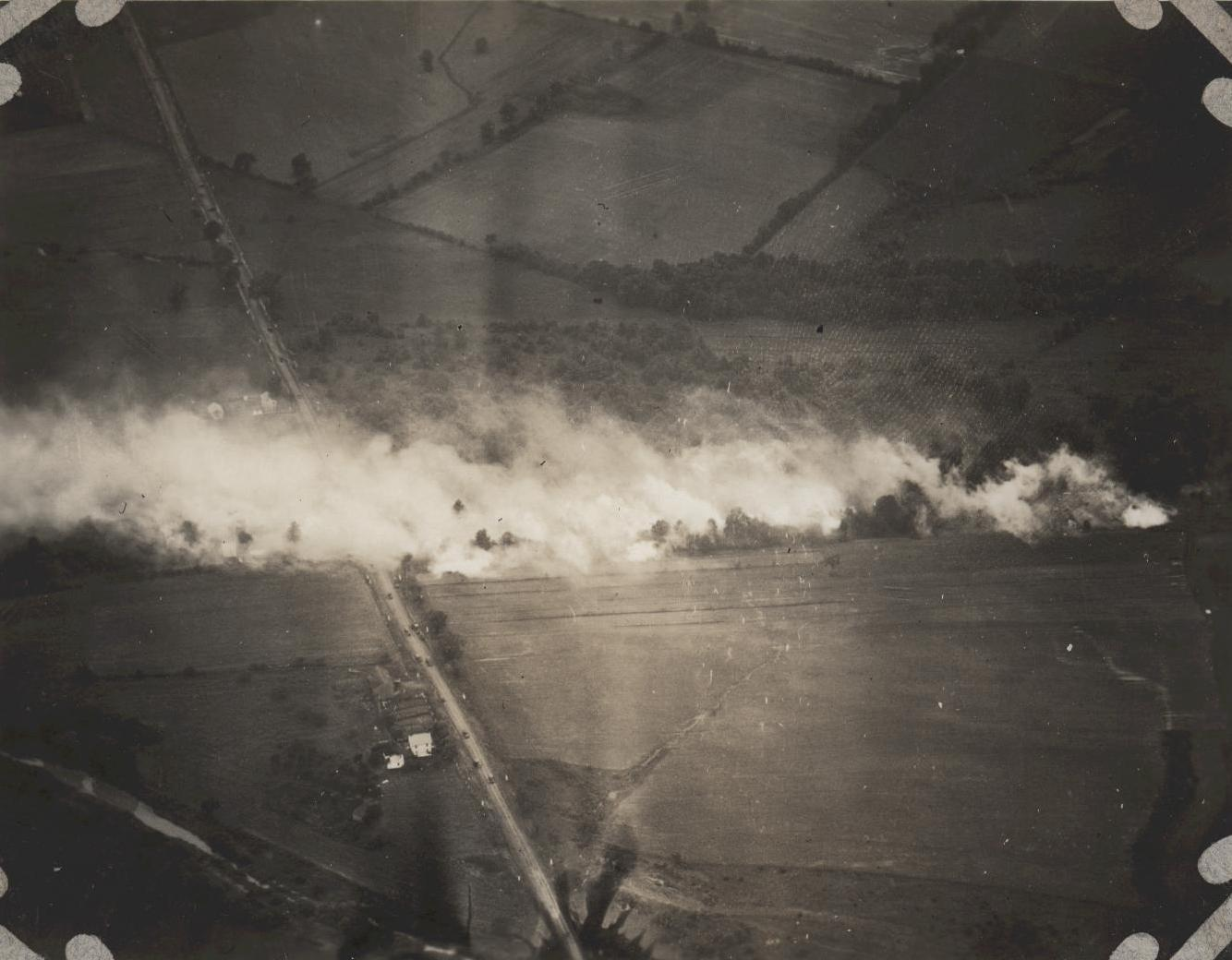
Вид с воздуха на поле боя при Геттисберге (историческая реконструкция 1922 года). С XIV в. до внедрения бездымного пороха на рубеже XIX—XX вв. так выглядело поле боя. Исход сражения определить можно после того, как рассеется дым

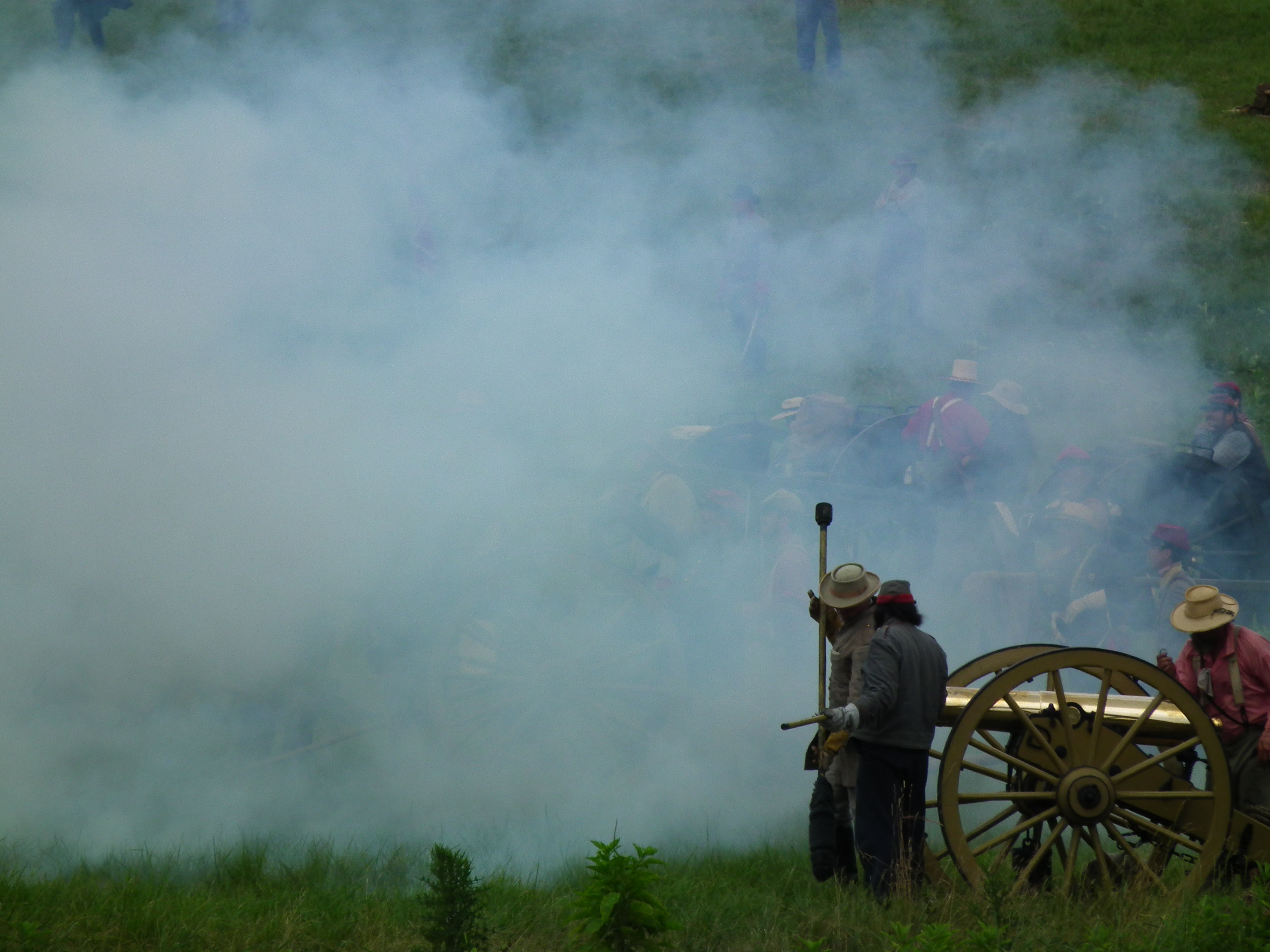
В эпоху дымного пороха в гуще сражения видимость была не лучше, чем в густом тумане

Туман войны (нем. Nebel des Krieges, англ. Fog of war) или Туман неизвестности — военный термин, обозначающий отсутствие достоверной информации о текущей обстановке на поле боя в силу тех или иных объективных причин.
В широком смысле слова термин может применяться иносказательно о недостоверности данных или неизвестности состояния сил и занимаемых позиций на театре военных действий или театре войны.

## Происхождение
Термин введён в 1832 году в трактате «О войне» прусским военачальником и теоретиком Карлом фон Клаузевицем для обозначения недостоверности данных о положении театра военных действий:
Война — область недостоверного: три четверти того, на чём строится действие на войне, лежит в тумане неизвестности, и следовательно, чтобы вскрыть истину, требуется прежде всего тонкий, гибкий, проницательный ум… Недостоверность известий и постоянное вмешательство случайности приводят к тому, что воюющий в действительности сталкивается с совершенно иным положением вещей, чем ожидал; это не может не отражаться на его плане или по крайней мере на тех представлениях об обстановке, которые легли в основу этого плана. Если влияние новых данных настолько сильно, что решительно отменяет все принятые предположения, то на место последних должны выступить другие, но для этого обычно не хватает данных, так как в потоке деятельности события обгоняют решение и не дают времени не только зрело обдумать новое положение, но даже хорошенько оглядеться. Впрочем, гораздо чаще исправление наших представлений об обстановке и ознакомление с встретившейся случайностью оказываются недостаточными, чтобы вовсе опрокинуть наши намерения, но могут все же их поколебать. Знакомство с обстановкой растёт, но наша неуверенность не уменьшается, а напротив — увеличивается. Причина этого заключается в том, что необходимые сведения получаются не сразу, а постепенно. Наши решения непрерывно подвергаются натиску новых данных, и наш дух всё время должен оставаться во всеоружии.Клаузевиц К. Глава 3 // «О войне». — М.: Госвоениздат, 1934.
В то время фон Клаузевиц не говорил буквально о «тумане войны», а использовал несколько близких метафор, таких как «сумерки» или «лунный свет» для того, чтобы описать отсутствие ясности. Впоследствии после издания книги на английском в 1873 году постепенно в язык вошла метафора «туман войны» (англ. fog of war). Писатели XIX века связывали её с чёрным дымом от пороха, покрывающем поля сражений. В 1896 году буквальный термин «туман войны» получил своё первое определение:
...состояние неведения, в котором часто оказываются командующие в отношении реальной численности и местонахождения не только их врагов, но также и дружественных сил.
Оригинальный текст (англ.)...the state of ignorance in which commanders frequently find themselves as regards the real strength and position, not only of their foes, but also of their friends.

## В играх

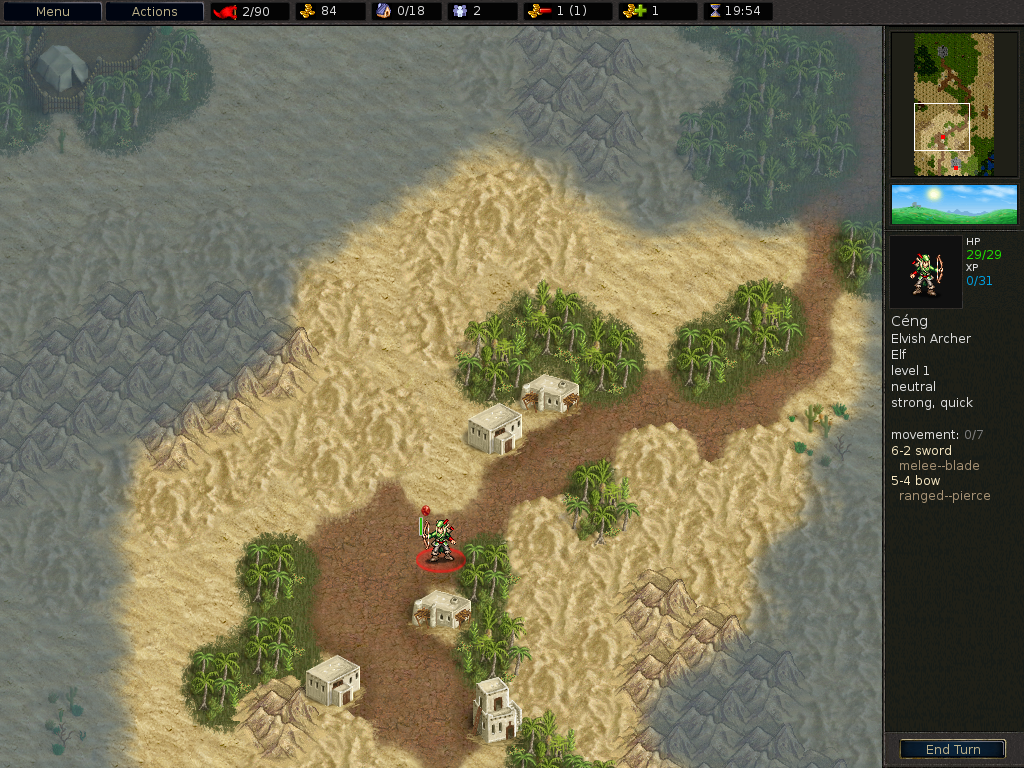
Battle for Wesnoth: «Туман войны» обозначен серым цветом.

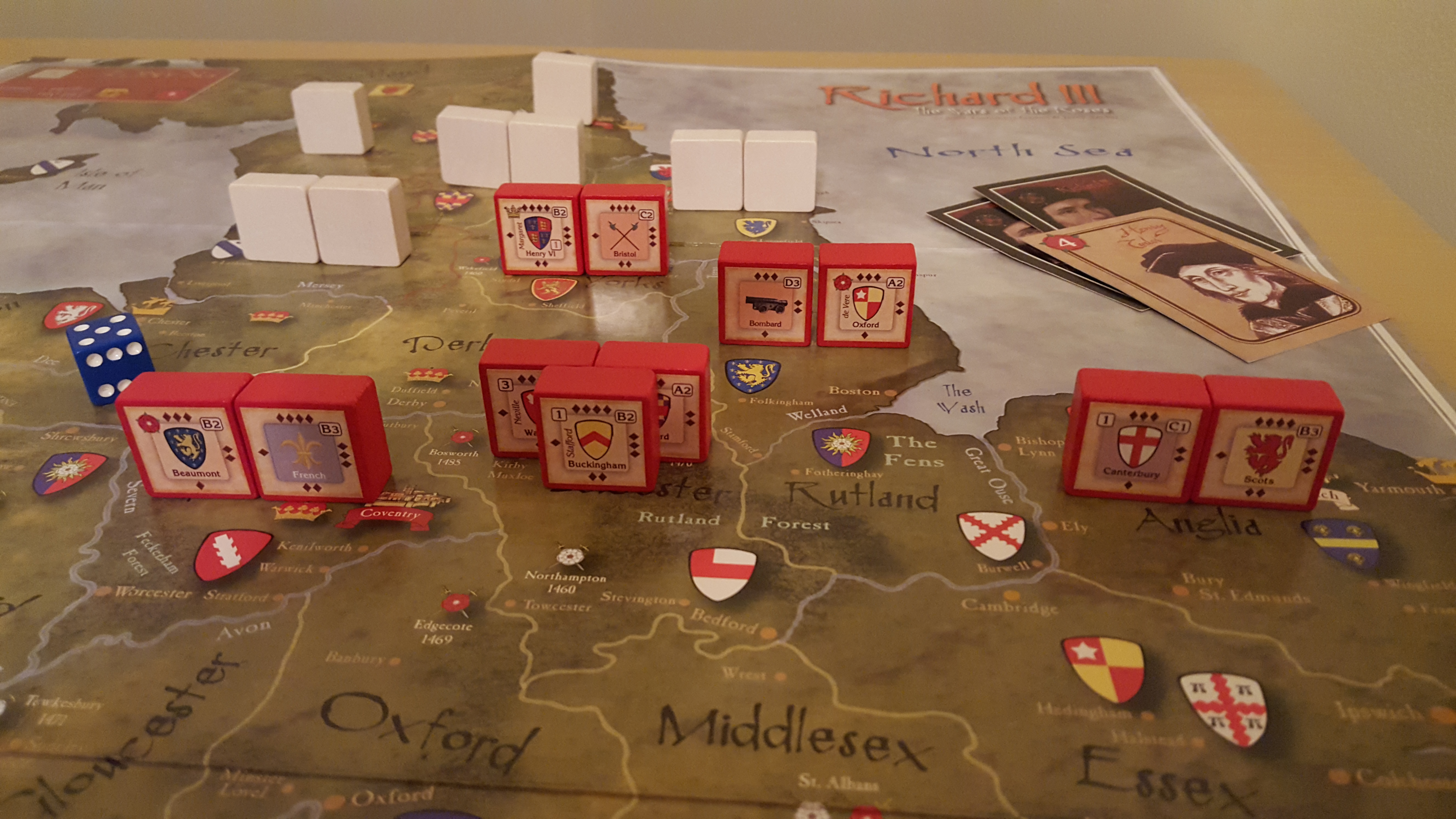
Туман войны в настольной игре от Columbia Games.

Настольные игры иногда создают эффект тумана войны, когда скрываются от оппонентов типы и свойства фигур. Например, если предметы кладутся надписью вниз (Squad Leader) или поворачиваются так, чтобы их описания не видел противник (Стратего).
В компьютерных играх туман войны представляет собой игровую механику, когда действие происходит на большой карте, и при этом территория и активности противников на начало партии являются скрытыми, и о них игрок узнает только после исследования соответствующей части карты. Состояние части поля карты может быть как неразведанным (неизвестен тип местности), так и ранее разведанным, но при этом игрок не знает, произошли ли с последнего известного момента времени какие-либо изменения (вырубка леса, появление вражеского отряда, постройка сооружений противника и так далее). Неизвестная местность обычно покрыта «чёрным» цветом, а ранее разведанное игроком поле находится «в сером тумане» — видно последнее состояние, но игрок не видит действий противников. Для того, чтобы видеть текущее состояние, точка карты должна находиться в поле зрения одного из дружественных юнитов. Для получения информации о состоянии карты игроку нужно посылать разведчиков и шпионов — таким образом игрок узнаёт о местоположении и действиях противника, становится известным ландшафт, расположение ресурсов и так далее. Неизвестность же создаёт игровой опыт напряжения и неопределённости, и таким образом туман войны становится важной составляющей игрового процесса.
Одной из первых компьютерных игр, которая применяла туман войны, стала изданная в 1977 году Empire. В ней применялся только «чёрный туман». Это создавало психологическое давление на генералов армий, так как они не видели перемещений вражеских войск, скрытых туманом войны. Это привело к появлению новых стратегий, так как игрокам требовалось разведать карту местности для того, чтобы лучше предсказывать возможные действия противника и делать это задолго до того, как они смогут нанести значительный вред. В дальнейшем данная игровая механика широко начала применяться в играх, относящихся к жанру стратегии в реальном времени, характерным примером которых считается Starcraft.
Туман войны может рассматриваться как один из уровней детализации видимости противника. Например, издалека игрок может слышать хлопание дверей или звук шагов, далее может быть виден объект без детализации (размером в пиксель, или без очертаний, когда не понятен тип), и только в последующем считается, что объект попал в поле зрения (выходит из тумана войны) и с ним начинается активное взаимодействие. Если же в игре тактическая составляющая упрощена, то в этом случае туман сводят к состояниям виден/не виден.